# Antonina Moiseeva
Antonina Alekseevna Moiseeva, coniugata Ryžova (in russo Антонина Алексеевна Моисеева-Рыжова?; Mosca, 5 luglio 1934 – 1º maggio 2020), è stata una pallavolista sovietica.
Con la nazionale sovietica vinse l'argento alle Olimpiadi del 1964. Si aggiudicò anche la medaglia d'oro ai campionati del mondo del 1956 e 1960 e quella d'argento a quelli del 1962.
Ai campionati europei vinse la medaglia d'argento nel 1955 e quella d'oro nel 1958 e 1963.